# Iperione (Hölderlin)
Iperione o l'eremita in Grecia (Hyperion oder der Eremit in Griechenland) è un romanzo di Johann Christian Friedrich Hölderlin (1770-1843). Dopo averlo iniziato nel 1792, Hölderlin ne spedì un frammento alla rivista Thalia, con il titolo Fragment zum Hyperion nel 1794. Il primo volume fu poi pubblicato dall'editore Cotta nel 1797 e il secondo nel 1799.

## Struttura
È un romanzo epistolare dove Iperione racconta all'amico Bellarmino la propria esperienza prima in Grecia e poi in Germania, inviandogli anche lettere private indirizzate all'amata. Differisce dagli altri romanzi epistolari in quanto non si focalizza sull'immediatezza dell'esperienza vissuta, bensì è una riflessione del protagonista sulle proprie esperienze passate, una riflessione della coscienza su se stessa.
Il romanzo è dedicato a Diotima, pseudonimo ispirato alla figura classica di Diotima di Mantinea, protagonista dell'amore e del dolore di Iperione, nonché incarnazione della bellezza ideale, quasi trasfigurata in statua greca. Dietro questo pseudonimo, Hölderlin dissimula la scrittrice Susette von Gontard, conosciuta nel 1795, amata e abbandonata nel 1798 per motivi poco chiari, e la cui scomparsa, nel 1802, provocherà i primi attacchi della malattia mentale del poeta.
Sono presenti riferimenti all'entusiasmo suscitato in Hölderlin dalla rivoluzione francese, nonché il senso di dolore e impotenza provato dall'autore per l'impossibilità di attuarla in Germania.
Il romanzo ha un andamento circolare in cui si fondono costantemente presente e passato, Germania e Grecia in un fecondo scambio reciproco di prospettive e paesaggi. Tra i pochi riconoscimenti alla sua uscita, vanno ricordati gli apprezzamenti di Wilhelm August von Schlegel, Bettina e Clemens Brentano, Achim von Arnim e poi Wilhelm Waiblinger e Johann Joseph von Görres. Le varie edizioni (anche quelle postume, almeno fino a quella del 1913) in fondo inaccurate fino all'edizione critica del 1975, ne hanno sminuito il valore, che d'altra parte fu riconosciuto da Nietzsche e Stefan George.
È la vicenda dell'uomo moderno, dell'uomo tedesco nello specifico, che non è capace di armonizzare le forze della sua anima perché ha perduto il senso del divino e dell'armonia. Compito del poeta è quello di tenere desto il culto degli dèi sia nella morta Grecia (doppiamente morta in quanto oppressa dai Turchi e immemore degli dèi), sia nella Germania (incapace di agire). Il poeta dunque è un vate che, fallito sul piano dell'azione pratica e violenta della guerra, decide di lottare per il proprio popolo aiutando a ristabilire la perduta armonia.
Iperione non è vittorioso ma avverte che al termine ideale dell'esistenza c'è sempre la pace e si adopera verso quella meta.
La Grecia che balza luminosa dalle pagine del romanzo è la Grecia vagheggiata dalla sua anima delusa; e la Natura, amata e sofferta come presenza divina, è alla fine l'unico rifugio cui possa approdare, in una mistica comunione, la sua disperazione umana: "Essere uno con il Tutto, questa è la vita degli dei, è il cielo dell'uomo! Essere uno con tutto ciò che vive; tornare, in un beato divino oblìo di sé, nel tutto della Natura, questo è il vertice dei pensieri e delle gioie, questa è la sacra vetta del monte, la sede dell'eterna quiete, dove il meriggio perde la sua afa e il tuono la sua voce, e il mare infuriato assomiglia all'ondeggiare di un campo di spighe" (Iperione, I, 1).

## Trama
Iperione, appena tornato in Grecia e abbattuto dalla situazione della sua patria, scrive all'amico Bellarmino, conosciuto in Germania, raccontandogli la sua esperienza prima in Grecia e poi in Germania, con le proprie speranze e delusioni. Iperione cresce nella metà del XVIII secolo nella Grecia meridionale, in mezzo alla natura, dove, introdotto dal suo saggio insegnante Adamas nel mondo eroico di Plutarco e nel mondo incantato delle divinità olimpiche, si appassiona all'antica Grecia.
Più tardi, mandato a Smirne dai genitori per continuare gli studi, conosce Alabanda, uomo dalla personalità vitale e unico amico a condividere gli ideali di Iperione riguardo ad un progetto di liberazione del paese, pur non abbracciandone la visione sul ruolo dello stato. Nel frattempo Iperione, invitato in Kalaurea da un amico, conosce Diotima, della quale finisce per innamorarsi e che, durante un viaggio, di fronte alle rovine di Atene, gli dà la forza di passare all'azione.
Nel 1770 Iperione partecipa alla Rivolta Orlov per la liberazione della Grecia dai turchi. Però la guerra lo cambia profondamente: egli viene ferito gravemente e Alabanda deve fuggire per ragioni politiche. Poi, dopo aver ricevuto una lettera che gli annuncia la morte di Diotima, consunta dal dolore credendolo morto, comincia a viaggiare senza meta e senza scopo giungendo prima in Sicilia alle pendici dell'Etna e poi in Germania, da dove però riparte come un estraneo. Infine decide di tornare in Grecia dove inizia una vita da eremita, riscoprendo la bellezza della natura, nella quale risuona la voce della sua amata Diotima, riuscendo a superare la tragicità della propria solitudine.
- Volume primo
  - Prefazione
  - Libro primo
    - 11 lettere di Iperione a Bellarmino

  - Libro secondo
    - 19 lettere di Iperione a Bellarmino
- Volume secondo
  - Libro primo
    - 7 lettere di Iperione a Bellarmino
    - 5 lettere di Iperione a Diotima
    - 1 lettera di Diotima a Iperione
    - 3 lettere di Iperione a Diotima
    - 1 lettera di Diotima a Iperione
    - 5 lettere di Iperione a Diotima

  - Libro secondo
    - 8 lettere di Iperione a Bellarmino

## Edizioni
In italiano sono uscite diverse traduzioni, a cura di:
- Luigi Parpagliolo (Sonzogno, 1886)
- Gina Martegiani (Carabba, 1911, incompleta)
- Giovanni Angelo Alfero (UTET, 1931)
- Giovanni Vittorio Amoretti (Feltrinelli, 1981)
- Marta Bertamini e Fulvio Ferrari (Guanda, 1981)
- Giovanni Scimonello (Studio Tesi, 1989)
- Laura Balbiani Bompiani, 2015

Il frammento del 1796 è uscito, a cura di:
- Maria Teresa Bizzarri e Carlo Angelino (Il melangolo, 1989)